# Friedrich Hund
Friedrich Hermann Hund (1896-1997) là nhà vật lý người Đức, được biết đến nhờ các công trình khoa học về nguyên tử và phân tử . Ông là người phát triển quy tắc Hund. Với quy tắc này, ông cho rằng các electron cần phải sắp xếp sao cho số electron độc thân là lớn nhất và các electron này có chiều quay như nhau. Ngoài ra, ông có công trình khoa học khác với nhà hóa học Mỹ Robert Mulliken. Đó là phương pháp Hund-Mulliken. Đây là phương pháp khi quỹ đạo phân tử khó hình dung, nhưng khi tiên đoán các tính chất thì vô cùng lợi hại. Chính vì sự khó hình dung của nó mà các máy tính phải vào cuộc để giải quyết vấn đề.

## Sách đã xuất bản
- Versuch einer Deutung der großen Durchlässigkeit einiger Edelgase für sehr langsame Elektronen, Dissertation, Universität Göttingen 1923
- Linienspektren und periodisches System der Elemente, Habil.Schrift, Universität Göttingen, Springer 1927[2][3]
- Allgemeine Quantenmechanik des Atom- und Molekelbaues, in Handbuch der Physik, Band 24/1, 2nd edn., pp. 561–694 (1933)
- Materie als Feld, Berlin, Springer 1954
- Einführung in die Theoretische Physik, 5 vols. 1944-51, Meyers Kleine Handbücher, Leipzig, Bibliographisches Institut, 1945, 1950/51 (vol. 1: Mechanik, vol. 2: Theorie der Elektrizität und des Magnetismus, vol. 3: Optik, vol. 4: Theorie der Wärme, vol. 5: Atom- und Quantentheorie)
- Theoretische Physik, 3 vols., Stuttgart Teubner, zuerst 1956-57, vol. 1: Mechanik, 5th edn. 1962, vol. 2: Theorie der Elektrizität und des Lichts, Relativitätstheorie, 4th edn. 1963, vol. 3: Wärmelehre und Quantentheorie, 3rd edn. 1966
- Theorie des Aufbaues der Materie, Stuttgart, Teubner 1961
- Grundbegriffe der Physik, Mannheim, Bibliographisches Institut 1969, 2nd edn. 1979
- Geschichte der Quantentheorie, 1967, 2nd edn., Mannheim, Bibliographisches Institut 1975, 3rd edn. 1984; Eng. trans. 1974[4]
- Quantenmechanik der Atome, in Handbuch der Physik/Encyclopedia of Physics, Band XXXVI, Berlin, Springer 1956
- Die Geschichte der Göttinger Physik, Vandenhoeck und Ruprecht 1987 (Göttinger Universitätsreden)
- Geschichte der physikalischen Begriffe, 1968, 2nd edn. (2 vols.), Mannheim, Bibliographisches Institut 1978 (vol. 1: Die Entstehung des mechanischen Naturbildes, vol. 2: Die Wege zum heutigen Naturbild), Spektrum Verlag 1996
- Göttingen, Kopenhagen, Leipzig im Rückblick, in Fritz Bopp (ed.) Werner Heisenberg und die Physik unserer Zeit, Braunschweig 1961
- See also Verzeichnis der Schriften Friedrich Hund (1896-1997) with about 300 entries